# Церковь Всех Святых (Таганрог)
Церковь Всех Святых ― православный храм в городе Таганрог, Ростовская область, Россия. Относится к Ростовской и Новочеркасской епархии Московского патриархата. Построена в 1824 году.

## История
Храм Всех Святых был заложен в 1810 году. Строительные работы продолжались длительное время и были завершены лишь в 1824 году. Сразу после их окончания храм был освящён и приписан к Успенскому собору. Известно, что в 1826 году императрица Елизавета Алексеевна после смерти своего мужа, императора Александра I, пожертвовала 1000 рублей на содержание храма.
В 1837 году церковь была перестроена и обрела вид, сохранившийся и до наших дней. Позднее, в 1860 году, церковь была отремонтирована, к ней была пристроена трапезная и колокольня.
В 1910 году при церкви была открыта церковно-приходская школа.
В 1922 году церковь была закрыта и разграблена, хотя и оказалась единственной из 25 культовых сооружений города, которая сохранилась в изначальном виде и не была разрушена в советское время. Во время оккупации города войсками Вермахта была открыта вновь.
В крипте церкви имеется несколько захоронений. В частности, здесь покоится прах Л. Я. Кульчицкого, контр-адмирала и 13-го градоначальника Таганрога.

## Духовенство
- Настоятель храма — протоиерей Игорь Ковалёв.
- Протоиерей Виктор Левченко[3].